# Зависима територия
Под термина зависима територия разбираме територия, намираща се под управлението на някоя държава, без да е нейна съставна част.

## Свободно асоциирани територии
- Към Нова Зеландия:
  -  Ниуе
  -  Острови Кук

- Към САЩ:
  -  Пуерто Рико
  -  Северни Мариански острови

## Територии със самоуправление
- Към Австралия:
  -  Норфолк

- Към Великобритания:
  -  Ангила
  -  Бермудски острови
  -  Британски Вирджински острови
  -  Гибралтар
  -  Гърнси
  -  Джърси
  -  Кайманови острови
  -  Монсерат
  -  Ман
  -  Питкерн
  -  Търкс и Кайкос
  -  Света Елена, Възнесение и Тристан да Куня
  -  Фолкландски острови

- Към Дания:
  -  Гренландия
  -  Фарьорски острови

- Към Нова Зеландия:
  -  Токелау

- Към САЩ:
  -  Американска Самоа

- Към Нидерландия:
  -  Аруба
  -  Кюрасао
  -  Синт Мартен

- Към Франция:
  -  Нова Каледония
  -  Уолис и Футуна
  -  Сен Бартелми
  -  Сен Мартен
  -  Сен Пиер и Микелон
  -  Френска Полинезия

## Територии без самоуправление
- Към Австралия:
  -  Кокосови острови
  -  Коледен остров

- Към Великобритания:
  -  Акротири и Декелия

- Към САЩ:
  -  Американски Вирджински острови
  -  Гуам

## Територии без постоянно население
- Към Австралия:
  -  Коралови острови
  -  Ашмор и Картие
  -  Острови Хърд и Макдоналд

- Към Великобритания:
  -  Британска индоокеанска територия
  -  Южна Джорджия и Южни Сандвичеви острови

- Към Норвегия:
  -  Буве

- Към САЩ:
  -  Атол Джонстън
  -  Остров Бейкър
  -  Остров Джарвис
  -  Мидуей
  -  Уейк
  -  Остров Хауленд
  -  Риф Кингман

- Към Франция:
  -  Френски южни и антарктически територии

- -  Клипертон

## Непризнати и замразени териториални искания върху Антарктика
- Към Великобритания:
  -  Британска антарктическа територия

- Към Норвегия:
  - Земя Кралица Мод
  - Остров Петър I

- Към Аржентина:
  -  Аржентинска Антарктида

- Към Австралия:
  - Австралийска антарктическа територия

- Към Чили:
  -  Чилийска Антарктида

- Към Нова Зеландия:
  - Колония Рос

## Официален списък на ООН за колониите
Официално признати от ООН като колониални територии са:
- Света Елена, Възнесение и Тристан да Куня
- Западна Сахара
- Ангила
- Бермудски острови
- Британски Вирджински острови
- Кайманови острови
- Фолкландски острови
- Монсерат
- Търкс и Кайкос
- Американски Вирджински острови
- Гибралтар
- Американска Самоа
- Гуам
- Нова Каледония
- Питкерн
- Токелау